# Man-Computer Symbiosis
"Man-Computer Symbiosis" é o título do trabalho por J. C. R. Licklider que foi publicado em 1960. O paper representava o que nós hoje consideramos um texto fundamental ou chave da revolução computacional moderna.
O trabalho descreve algo da visão Licklider para uma relação complementária (simbiótica)) entre humanos e computadores em um momento potencial no futuro. De acordo com Bardini, Licklider imaginava um momento no futuro em que a cognição de máquina ("cerebration") passaria ou se tornaria independente da direção humana, como um estágio básico do desenvolvimento dentro da evolução humana. Jacucci et al. descreve a visão de Licklider como sendo o acoplamento muito próximo de cérebros humanos e computadores.
Como um pré requisito necessário da simbiose homem-computador Licklider criou o conceito de um "thinking center" (algo como uma central de pensamento) incorporando as funções de uma biblioteca como os novos desenvolvimentos da tecnologia da informação, e conectados a outros centros através de rede de computadores.
Streeter identifica o principal elemento empírico do trabalho como a analise de tempo e movimento que é mostrada na na Part 3 do trabalho. Além disso ele identificou duas razões para Licklider ter considerado que tais relações simbióticas humano computador seriam benéficas: primeiramente, que isso poderia trazer uma vantagem surgida do uso de um computador, de tal forma que haja similaridades com metodologias necessárias de tal uso (p/ ex. tentativa e erro), a metodologias de resolução de problemas através de brincadeira, e secundariamente por causa das vantagens que resultam de usar computadores em situações de batalha. Foster diz que Licklider procurava promover o uso de computadores para "argumentar o intelecto humano libertando-o de tarefas mundanas".
Streeter considera que Licklider estava postulado uma fuga das limitações dos modos de uso de computadores em seu tempo, que era processamento em lote Russel acha que Licklider foi estimulado por um encontro com o recentemente desenvolvido PDP-1.